# マラッカ事件
マラッカ事件（マラッカじけん）は、1945年9月5日から6日にかけて、日本軍降伏後の治安悪化に備えてマラッカに進駐し、警備にあたっていた日本軍の警備隊が、共産党員を含む現地住民14名を逮捕し、マラッカ付近で10名を殺害、4名を負傷させたとされる事件。1946年にBC級戦犯裁判（イギリス軍クアラルンプール裁判）で裁かれた。

## 背景
1945年8月末、マラッカ州マラッカに、日本軍降伏後の治安悪化に備えて日本軍の第29軍第94師団歩兵第256連隊（羽生連隊、クアラルンプール警備隊）第3大隊が進駐し、警備にあたっていた。

## 事件
大西 (1977, p. 172)は、警備隊はマラッカで共産党員を含む現地住民十数名を逮捕し、近くの島嶼において殺害、第29軍のマラッカ憲兵隊・大本少尉らがこれに協力した、としている。
本田 (1989, p. 67)は、逮捕されたのは共産党員と目される華僑10名で、うち2名が殺害され数名が負傷、被害者は憲兵隊が使っていた密偵で、秘密が露見することを恐れて殺害したともいわれている、としている。
戦後のイギリス軍クアラルンプール裁判の起訴理由によると、警備隊は、1945年9月5-6日にマラッカ付近で、現地人14名中11人を殺害し、3名を負傷させた、とされている。

## 影響
羽生連隊では、第3大隊をマラッカから撤収させ、代りに第1大隊の一部を派遣した。英軍の命令で、第1大隊長以下100名が治安の維持に当り、その余の兵力はマラッカ市から20キロの外に撤退することになり、第1大隊は1945年9月9日夜にマラッカに入った。第1大隊の進駐時には、事件をおそれて華僑の店はほとんどが大戸を下ろし、終戦後に林立した赤旗や青天白日旗も見えず、しんと静まり返っていたが、数日後には店舗も再開し始め、明るさが戻ってきた、とされている。
第3大隊はクアラルンプール、セレンバン、ゲマス、ジュアセなどに分かれて作業に従事し、大隊本部は1945年12月にジュアセからゲマスへ移った。亀沢大尉の後任として、大隊長には幹部候補生出の水口賢治少佐が着任した。

## 裁判
殺害を指揮したのは第3大隊の大隊長・亀沢大尉とマラッカ憲兵隊の大本少尉で、この2人と、第3大隊の矢頭俊一中尉以下9人の関係者が戦犯容疑で英軍に召喚された。
なお、事件発生後、第29軍の憲兵隊長・児島正範少将は、マラッカ憲兵隊の大本少尉らを日本軍の軍法会議に付そうとしたが、（英軍の戦犯裁判の開始まで日時がなかったため）軍法会議にはかけられなかった。
1946年7月6日にイギリス軍クアラルンプール裁判で、大本少尉と亀沢大尉に絞首刑、ほか9人に10年の有期刑の判決が下った。確認の結果、2人は判決通り死刑とされ、矢頭中尉は5年の有期刑、他の8人は無罪に減刑された。
2人の絞首刑は1946年9月5日に執行された。